# Te Ao-kapurangi
Te Ao-kapurangi, född okänt år, död efter 1823, var en maoridrottning, känd för sina gärningar under ett stamkring mellan maorier under 1820-talet. 
Hon tillhörde Ngati Rangiwewehistammen och var en helig kvinna av mana. 1818 tillfångatogs hon av hövding Hauraki av Nga Puhi under ett krigståg och blev en av hans makor. År 1823 lyckades hon förhindra Nga Puhi från ett krigståg mot hennes släktingar, Ngati Awa, genom att påvisa att de inte hade haft någon del i det mord på hövdingens brorson som var orsaken till krigsstämningarna och som hade begåtts av två allierade stammar till Awa. Under det följande kriget mot Awa och deras allierade, fick hon löfte av sin make att närvara på slagfältet för att personligen rädda sina släktingar, på villkoret att endast de som passerat mellan hennes lår skulle räddas. Hon återvände då till sina släktingars by, klättrade upp på byhuset och ställde sig bredbent på dess topp och bad alla att samlas i huset under hennes lår. Hennes makes stam respekterade då huset som asyl i enlighet med det villkor han givit henne och byn räddades. Detta gav upphov till ett talesätt hos maori som användes då man beskrev ett tätt sammanpackat hus. Hennes vidare liv är mindre känt.    